# 殺害カルトビデオシリーズ
殺害カルトビデオシリーズ（さつがいカルトビデオシリーズ）は、the CRAZY-SKBが主催するインディーズレーベル殺害塩化ビニールから1993年から1995年にかけてリリースされたビデオテープを媒体にした作品群で、クレイジーが監修、キャロライン山田（AIDS）が編集を担当した。当初は全20種の予定だったが、実際にリリースされたのは15本に留まった。

## 概要
最初の3本はカラージャケットで各500本のしっかりした作りだが、4本目以降は三軒茶屋のカルトレコード店「フジヤマ」でのみ販売されたクレイジーとキャロの手作りによる限定20〜30本のものと、ライブやイベントで配布された非売品。
4本目以降は猛毒やAIDSなどが三軒茶屋HEAVEN'S DOORでライブを行う際に入荷する事が多く、ライブ前にクレイジーとキャロが店内にて手作りのジャケットを切り抜いている姿が見られることもあった。
少数限定生産で即完売する作品が多かった殺害カルトテープシリーズ以上にレアな存在で、第4弾以降のものは中古ショップやヤフオク!でも入手は困難。

## 作品リスト
| シリーズ | アーティスト 『タイトル』                                                                                       | 型番    | 発売日     | 生産 本数 | 価格   | 備考                                                                                            |
| 第01弾   | 殺害オムニバス 『初笑い!マネすんな!いろいろあります。 いやッ!?世界の珍獣オンパレード獣姦すっぽんポン!』         | SKBV-04 | 1993/10/1  | 500       | 4,000  |                                                                                                 |
| 第02弾   | AIDS 『-木曜スペシャル笑撃映像'92〜'93カメラが撮らえた決定的瞬間-ドキッ!!丸ごとAIDS殺害だらけのゲテモノ大戦争』 | SKBV-05 | 1993/10/1  | 500       | 3,000  |                                                                                                 |
| 第03弾   | スラッシュ55号 『スラッシュ55号のどこまでやるの!?なんてこったい。ホイ!ホイ!!』                                  | SKBV-06 | 1993/10/1  | 500       | 3,000  |                                                                                                 |
| 第04弾   | 『クレイジーのこれを見ろ!3-完結編-』                                                                            | SKBV-07 | 1994/8/?   | 25        | 3,000  | ハイテクノロジー・スーサイド活動停止ライブでの火の犯人捜しなど。                                |
| 第05弾   | AIDS 『ざまぁカンカンPANDAの屁ぇ〜 -94年10月10日のみ限定無料配布反則ビデオ-』                                   | SKBV-08 | 1994/10/10 |           | 非売品 | 実はビデオでは無く、ビデオケースの中には9曲入りデモ音源が収録されたカセットテープが入っている。 |
| 第06弾   | 『無許可!!盗み撮り投稿ビデオ 殺害サミット'93』                                                                  | SKBV-09 | 1993/10/10 | 30        | 3,000  | 1993年8月22日 渋谷La.mamaのライブを収録。                                                       |
| 第07弾   | 『CRAZYバカ社長のこれを見ろ!』                                                                                  | SKBV-10 |            |           | 2,000  |                                                                                                 |
| 第08弾   | 『殺害TVジャック集』                                                                                            | SKBV-11 |            |           | 3,000  |                                                                                                 |
| 第09弾   | 浪花コケシドール 『-海賊版-わてら浪花コケシドールやでぇ〜 明治屋レコード・オムニバス』                          | SKBV-12 |            |           | 2,000  |                                                                                                 |
| 第10弾   | AIDS 『エイズ CDシングル無料配布GIG!! AT フジヤマドーム』                                                       | SKBV-13 |            |           | 2,000  |                                                                                                 |
| 第11弾   | 『CRAZY&キャロのいたずらウォッチング〜ここまでやるかッ!』                                                       | SKBV-14 |            |           | 2,000  |                                                                                                 |
| 第12弾   | 『私はコレでヌイていた…。〜はじめましてキャロライン山田DEATH!!〜』                                              | SKBV-15 | 1995/5/7   |           | 非売品 | 市販のアダルトビデオの途中に一瞬だけキャロの映像が挿入されている。                              |
| 第13弾   | 『これぞ本格派!!マニア必見SMビデオ』                                                                            | SKBV-16 |            |           | 2000   |                                                                                                 |
| 第14弾   | 『スラッシュ55号対AIDS THEカップリング2色弁当 By丸正食品』                                                      | SKBV-17 |            |           | 2,000  | 1993年11月23日 岡山PEPPERLANDと10月11日 渋谷La.mamaのライブを収録。                             |
| 第15弾   | 『クレイジーのこれを見ろ!!-続編-2』                                                                             | SKBV-18 |            |           | 2,000  | ガッツ石松出演の『連想クイズ』やミゼットプロレス等。                                            |

### 予定されていたが未発売となった作品
| アーティスト 『タイトル』 | 備考                                                     |
| やらせ隊 『全オバさん必見!! 「TVの前のお母さんおまたせしました」殺害Bカップ美少年摘発ビデオ』                                                              |                                                          |
| 『殺害フリークスビデオ「殺害・奇形・変形・脱臼・ビックリ大賞」てらさん、野球おやじ、カシマン、タイゾウ、大関、ホットチョコレートinスウェーデンから直輸入』 |                                                          |
| AIDS 『AIDS裏ビデオ・燃え尽きて（YOUR SHOCK!!）』 | 1993年2月 高円寺屋根裏II（現GEAR）で行われたライブ映像。 |